# Boué
Boué é uma comuna francesa na região administrativa de Altos da França, no departamento de Aisne. Estende-se por uma área de 10,44 km². Em 2010 a comuna tinha 1 347 habitantes (densidade: 129 hab./km²).